# KIM KYUNG HO
《KIM KYUNG HO》는 김경호의 1집 정규 음반이자, 데뷔 음반이다. 타이틀곡은 마지막 기도이다.

## 수록곡
| #   | 제목                          | 작사   | 작곡   | 편곡   | 재생 시간 |
| --- | ----------------------------- | ------ | ------ | ------ | --------- |
| 1.  | 〈마지막 기도TITLE〉          | 이승호 | 이승호 | 이승호 | 4:33      |
| 2.  | 〈긴 이별〉                   | 김경호 | 김경호 | 이승호 | 4:06      |
| 3.  | 〈자유인〉                    | 이승호 | 유승범 | 유승범 | 4:15      |
| 4.  | 〈첫이별〉                    | 이승호 | 이승호 | 김형석 | 4:36      |
| 5.  | 〈남자라는 건〉               | 이승호 | 마경식 | 마경식 | 3:23      |
| 6.  | 〈목숨〉                      | 이승호 | 마경식 | 마경식 | 3:56      |
| 7.  | 〈나 이제서야〉               | 이승호 | 유승범 | 유승범 | 4:22      |
| 8.  | 〈최악의 날〉                 | 이승호 | 마경식 | 마경식 | 3:40      |
| 9.  | 〈누명쓴 아이〉               | 이승호 | 마경식 | 최태완 | 4:12      |
| 10. | 〈비가 오는 거리에서 잠든다〉 | 이승호 | 유승범 | 유승범 | 5:28      |

| #   | 제목                          | 작사   | 작곡   | 편곡   | 재생 시간 |
| --- | ----------------------------- | ------ | ------ | ------ | --------- |
| 1.  | 〈마지막 기도TITLE〉          | 이승호 | 이승호 | 이승호 | 4:33      |
| 2.  | 〈긴 이별〉                   | 김경호 | 김경호 | 이승호 | 4:06      |
| 3.  | 〈자유인〉                    | 이승호 | 유승범 | 유승범 | 4:15      |
| 4.  | 〈첫이별〉                    | 이승호 | 이승호 | 김형석 | 4:36      |
| 5.  | 〈남자라는 건〉               | 이승호 | 마경식 | 마경식 | 3:23      |
| 6.  | 〈목숨〉                      | 이승호 | 마경식 | 마경식 | 3:56      |
| 7.  | 〈나 이제서야〉               | 이승호 | 유승범 | 유승범 | 4:22      |
| 8.  | 〈최악의 날〉                 | 이승호 | 마경식 | 마경식 | 3:40      |
| 9.  | 〈누명쓴 아이〉               | 이승호 | 마경식 | 최태완 | 4:12      |
| 10. | 〈비가 오는 거리에서 잠든다〉 | 이승호 | 유승범 | 유승범 | 5:28      |

## 수록곡 세션 정보
※CD 부클릿에서 발췌.
1. 마지막 기도
- 작사/작곡/편곡: 이승호

- 키보드: 이승호
- 기타: 이현석
- 바이올린: 이진경
- 컴퓨터 프로그래밍: 변준민
- 코러스: 제환주, 단국대 AMI

2. 긴이별
- 작사/작곡: 김경호
- 편곡: 이승호

- 베이스: 김현규
- 기타: 함춘호
- 어쿠스틱 기타: 이승호
- 키보드: 김형석
- 드럼: 배수연
- 코러스: 제환주
- 비올라: 이진경

3. 자유인
- 작사: 이승호
- 작곡/편곡: 유승범

- 프로그래밍: 유승범
- 베이스: 이태윤
- 기타: 유태준
- 키보드: 최태완

4. 첫이별
- 작사/작곡: 이승호
- 편곡: 김형석

- 피아노, 키보드: 김형석

5. 남자라는 건
- 작사: 이승호
- 작곡/편곡: 마경식

- 드럼: 김민기
- 베이스: 강기영
- 기타: 신대철
- 키보드: 함수권

6. 목숨
- 작사: 이승호
- 작곡/편곡: 마경식

- 베이스: 김영진
- 기타: 손진태
- 키보드: 한석호

7. 나 이제서야
- 작사: 이승호
- 작곡/편곡: 유승범

- 프로그래밍: 유승범
- 기타: 유태준

8. 최악의 날
- 작사: 이승호
- 작곡/편곡: 마경식

- 드럼: 김민기
- 베이스: 강기영
- 기타: 손진태
- 키보드: 함수권

9. 누명 쓴 아이
- 작사: 이승호
- 작곡: 마경식
- 편곡: 최태완

- 피아노: 최태완
- 바이올린: 이진경
- 첼로: 문혜원

10. 비가 오는 거리에서 잠든다
- 작사: 이승호
- 작곡/편곡: 유승범

- 프로그래밍: 유승범
- 베이스: 신현권
- 기타: 유태준

## 참여스텝
- 레코딩 스튜디오: 예성 스튜디오
- All produced & Directed by 이승호
- Composed by 이승호, 김경호, 유승범, 마경식
- Written by 이승호 (except 긴이별: 김경호)
- Arranged by 이승호, 유승범, 마경식, 최태완, 김형석
- Recorded at 예성 studio, 서울 studio, 가락 studio, 광화문 stduio
- Mixed & Engineered by 이정배, 도정회, 임창덕, 정문원
- Assist engineered by 최장원, 현경환
- Stylist: 이정숙
- Designed by 백병우
- Photographed by 유영선
- Management by 하선희, 김대용